# Понте Лучиди-Ла Торе (Рим)
Понте Лучиди-Ла Торе је насеље у Италији у округу Рим, региону Лацио.
Према процени из 2011. у насељу је живело 422 становника. Насеље се налази на надморској висини од 356 м.